# Хронологија инвазије Русије на Украјину (август 2024)
Овај чланак обухвата дешавања која су се догодила у августу 2024. године, за време инвазије Русије на Украјину.

## Хронологија

### 1. август
Министар финансија Украјине Сергеј Марченко и регионални директор Светске банке Боб Сом потписали су нови финансијски споразум о првој транши из САД 2024. за 3,9 милијарди долара, саопштило је ресорно Министарство.
"Ово је прва транша директне буџетске подршке Сједињених Држава у 2024. години. Планирани износ финансијске помоћи САД за текућу годину достиже 7,8 милијарди америчких долара“, наводи се у саопштењу.

### 2. август
Руске трупе настављају полако али сигурно напредовање ка Покровску. То им олакшавају недостатак украјинског људства и терен на северозападу Авдејевке, Доњецка област, наводи Институт за проучавање рата.
Украјински војни посматрач Константин Машовец приметио је да украјински браниоци у правцу Покровског имају лошију опрему и средства заштите и стога још нису у стању да успоре напредовање руских трупа.

### 3. авугст
Украјински председник Володимир Зеленски изјавио је да је Русија за недељу дана бацила више од 600 навођених ваздушних бомби на Украјину.
Руске снаге су погодиле два лансера противваздушног ракетног система (САМ) С-125, складишта горива Оружаних снага Украјине и привремену тачку размештања страних плаћеничких јединица у зони Северног војног округа, саопштило је Министарство одбране.
Поред тога, погођени су радар за откривање и праћење ваздушних циљева П-18, као и концентрације непријатељског људства и војне опреме у 138 области.

### 4. август
Генералштаб Украјине саопштио је да руске снаге не одустају од покушаја напредовања на истоку Украјине и да врше притисак на Одбрамбене снаге у региону Доњецка.
Навод се да су Руси напредовали у Часовом Јару у Доњецкој области, као и да се борбе настављају и код Новоселовке Прве и у Зализном.
Током јучерашњег дана на линији фронта су се догодила 102 војна сукоба у правцу Харкова, Купјанског правца, код Часовог Јара, Андрејевке, а највише сукоба је било на Покровском правцу.

### 5. август
Заменик руског министра спољних послова Сергеј Рјабков изјавио је да би могао да дође тренутак када ће Русија морати да распореди нуклеарне ракете као одговор на западне акције.

### 6. август
Оружане снаге Украјине први пут су употребиле касетне ракете дугог домета америчке производње АТАКМС за гађање цивилне инфраструктуру у Луганску. Како се наводи, руска противваздушна одбрана је оборила ракете на прилазу граду, а фрагменти ракета оштетили су приватне стамбене објекте и изазвали пожаре.

### 7. август
У Курској области у Русији уведена је ванредна ситуација након напада украјинских снага, изјавио је данас вршилац дужности губернатора Алексеј Смирнов.
"Да бих отклонио последице уласка непријатељских снага у регион, одлучио сам да од 7. августа уведем ванредну ситуацију", навео је Смирнов.
У нападима украјинских снага на Курску област је до сада повређена 31 особа, укључујући шесторо деце, саопштило је Министарство здравља Русије. Такође је хоспитализовано 19 људи, укључујући четворо деце, а стање четворо повређених процењује се као тешко, наводи се у саопштењу.

### 8. август
Министарство одбране Русије саопштило је да су трупе спречиле украјинско напредовање у региону Курск, јавиле су руске новинске агенције.
Вршилац дужности заменика гувернера руске Курске области рекао је да је ситуација у тој области "стабилна и под контролом" после великог украјинског напада. Руске снаге се активно боре у округу Суџа у руској Курској области и потискују тамошње украјинске борце.
Након процене ситуације, Литванија је одлучила да постави стална утврђења на два места у близини Калињинградске области, рекао је министар националне одбране Лауринас Кашунас. Према његовим речима, већ су почели да транспортују противтенковске или "змајеве зубе", блокаде путева и противоклопне "јежеве" на посебно опремљена места.
Министарство здравља Русије саопштило је да је од почетка напада на Курску област, 6. августа, повређено укупно 66 особа.
"Од 6. до 8. августа, у последицама гранатирања области Курск од стране украјинских оружаних снага, повређено је 66 особа, укључујући деветоро деце", саопштило је руско Министарство здравља. Наводи се да је хоспитализовано 38 особа од којих петоро деце.

### 9. август
Руски ПВО системи су током протекле ноћи пресрели и уништили 75 беспилотних летелица Оружаних снага Украјине изнад руских региона, саопштило је Министарство одбране Русије.
Прецизира се да је 26 беспилотних летелица оборено изнад Белгородске области, 19 над Липецком, још седам над Курском, пет изнад Брјанске области, четири изнад Вороњешке области, а једна беспилотна летелица је уништена изнад Орилске области и пет изнад Крима. Москва наводи и да је уништено осам дронова изнад Црног мора.
Операцијом украјинских јединица у Курској области руководио је НАТО, рекао је командант специјалне јединице „Ахмат“ Апти Алаудинов.
„Сада у свим правцима региструјемо много Француза, Пољака, односно странаца је пуно. Наравно, треба констатовати операцијом руководиоца команде НАТО-а. У то нема сумње јер тешко да су Украјинци могли да осмисле тако нешто, ураде“, рекао је Алаудинов.
Према његовим речима, за два дана на курском правцу противник је изгубио велики део технике.
.„Мислим да током целе специјалне операције нисмо имали случај да смо за тако кратко време уништили велику количину технике. Такође, противник трпи велике губитке у људству“, навео је командант „Ахмата“. Он је још додао да је украјинска војска у Курску област пребацила снаге које су биле на граници с Белорусијом.

### 10. август
У Украјини од јутрос потрошачи у осам области остају без струје због ратних дејстава и техничких кварова, док су потрошачи у две области без струје због временских непогода. У Дњепропетровској области 335 потрошача је без струје због кварова.
У Доњецкој области, као резултат гранатирања прошлог дана, одсечено је 2,5 хиљада потрошача  у 15 насеља. У јутарњим сатима без напона остаје 139 насеља — укупно 80.200 потрошача .
Руска војска је ракетним ударом уништила командно место бригаде Оружаних снага Украјине у Курској области, саопштило је Министарство одбране.
"Удар је извела посада оперативно-тактичког ракетног система `искандер-м`. Ракете су погодиле извиђачку локацију на којој се налазило командно место јединице 22. одвојене механизоване бригаде Оружаних снага Украјине у пограничном региону Курск“, наводи се у извештају.
Командни састав бригаде од 15 људи је уништен.
Украјинске снаге су у уторак покушале да заузму део територије Суџанског округа Курске области, а руска војска тврди да је успела да заустави њихово напредовање.

### 11. август
Чеченски лидер Рамзан Кадиров изјавио је да врста муниције и наоружања колоне украјинских оружаних снага уништене у региону Курска доказује да су НАТО снаге умешане у план саботаже у тој области.
У протекла 24 сата више од 8.000 људи напустило је погранична подручја Курске области, саопштило је руско Министарство за ванредне ситуације . Према наводима Министарства, у центрима за привремени смештај налази се око 6.000 људи.

### 12. август
Губернатор Курске области Алексеј Смирнов тврди да су су украјинске снаге током упада користиле гранате са хемијским оружјем.

### 13. август
Губици Оружаних снага Украјине на правцу Курск дневно су износили 420 војника и 55 оклопних возила, саопштило је Министарство одбране Русије.
"Током дана, губици Оружаних снага Украјине износили су до 420 војника, 55 оклопних возила, укључујући три тенка, осам оклопних транспортера, борбено возило пешадије, 43 борбена оклопна возила, 31 возило, вишецевни ракетни систем, лансер и артиљеријско оруђе", наводи се у извештају.
Укупно, током борби на Курском правцу, непријатељ је изгубио до 2.030 војника, 35 тенкова, 31 оклопни транспортер, 18 борбених возила пешадије, 179 других борбених оклопних возила, 78 возила, четири противваздушна ракетна система, два лансери вишецевних ракетних система и 14 пољских топова, саопштава Министарство Русије.
Украјина је од Европске уније добила 4,2 милијарде евра у оквиру програма "Украјински фонд". Средства ће бити усмерена у социјалну и хуманитарну сферу, саопштио је премијер Денис Шмихал.
"Влада ће та средства усмерити у социјалне програме, хуманитарну сферу и друге важне буџетске програме. Настављамо да финансирамо војне расходе искључиво из сопствених средстава", навео је Шмихал.

### 14. август
Немачка је издала европски налог за хапшење украјинског инструктора роњења који је наводно био део тима који је одговоран за експлозију гасовода Северни ток, наводи се у извештају три немачка медија.
Немачка полиција верује да је мушкарац, за кога је познато да је живео у Пољској, био један од ронилаца који су поставили експлозивне направе на цевоводе који воде од Русије до Немачке испод Балтичког мора у септембру 2022. године.
Руске снаге су откриле је и уништиле две групе украјинске војске у камионима у области Мартиновка у Курској области, том приликом руске јединице у Курској области неутралисале су до 270 украјинских војника.
Такоће уништиле два тенка, један оклопни транспортер "страјкер", 13 борбених оклопних возила, једну хаубицу, али и заробиле 18 непријатељских војника, саопштило је Министарство одбране Русије.

### 15. август
Руска војска повратила је контролу над насељем Мартиновка у Курској области, рекао је командант специјалних снага "Ахмат" Апти Алаудинов.
Тврди да ће војска ускоро повратити и насеља у Суџанском округу региона. Наводи да Украјинци не контролишу целу Суџу.
"У области у којој се сада налазим, у правцу Суџанског, баријере су заиста добро направљене и већ су почели да рашчишћавају једно насеље, Мартиновку. Чистимо и Черкаско Поречно и Руско Поречно", рекао је Алаудинов.
Врховни командант украјинске војске Олександр Сирски саопштио је да је Кијев успоставио војни штаб у руској Курској области, где украјинске трупе и даље напредују упркос појачаним руским нападима на исток Украјине.

### 16. август
Руске снаге напале су јединице Оружаних снага Украјине у Кривом Рогу у Дњепропетровској области, на путу ка Курској области у Русији, изјавио је координатор проруских снага у Николајевској области Сергеј Лебедев.
Лебедев је навео да је погођено складиште муниције и воз са утовареном војном опремом.

### 17. август
Руска војска уништила је конвој 82. посебне десантно-јуришне бригаде Оружаних снага Украјине у оклопним возилима из земаља НАТО-а, изјавио је официр јединице руских маринаца.
"Маринци 810. бригаде потпуно су уништили мобилну групу Оружаних снага Украјине, која се кретала у Курској области у конвоју оклопних возила из земаља НАТО-а", рекао је командант јединице. Према његовим речима, уништена су два америчка оклопна возила, више канадских оклопних аутомобила и тешко оклопно возило америчке производње.
Напоменуо је да је убијено око 20 припадника украјинских снага и да су руске трупе преузеле оружје које је произведено у земљама НАТО-а, муницију и опрему за комуникацију.

### 18. август
Украјинске јединице противваздушне одбране дејствовале су како би одбиле руски ваздушни напад на Кијев, саопштила је војна управа главног града.
Упозорење на ваздушне нападе било је на снази ноћас у Кијеву и околини, и већем делу централне и североисточне Украјине.

### 19. август
Више од 121.000 људи евакуисано је из девет пограничних округа у руској Курској области, саопштило је у понедељак Министарство за ванредне ситуације.

### 20. август
Заменик начелника Главне војно-политичке управе Оружаних снага Руске Федерације, командант специјалних снага Ахмат генерал-мајор Апти Алаудинов каже да борци те јединице у свом сектору у правцу Курска систематски уништавају украјинске снаге на том простору.
"Непријатељ је заустављен у нашем сектору, ситуација је већ под контролом", тврди Алаудинов.
Руске снаге су током ноћи погодили енергетску инфраструктуру на северу Украјине у нападу ракета и дронова, саопштили су украјински званичници.
Регионални званичници у североисточном региону Суми који се граничи са Русијом рекли су да је погођен енергетски објекат, што је изазвало нестанак струје у 72 насеља и више од 18.500 потрошача.

### 21. август
Руске противваздухопловне снаге су током протекле ноћи уништиле 45 украјинских беспилотних летелица, укључујући 11 изнад Московске области, саопштило је руско Министарство одбране.
Напомиње се да су још 23 оборене изнад Брјанске области, шест уређаја је уништено изнад Белгородске области, три изнад Калушке области и две изнад Курске области.

### 22. август
Руске трупе су истовремено заузеле три насеља у Доњецкој области – Камишевку, Заветно и Новожелано и напредовале код Николајевке, потвдили су и руски и украјински извори.

### 23. август
Администрација америчког председника Џозефа Бајдена послаће око 125 милиона долара нове војне помоћи Украјини.
Изјавили су да најновији пакет помоћи укључује ракете за противваздушну одбрану, муницију за ракетне системе ХИМАРС и Џевелин и низ других противоклопних ракета, као и опрему за уништавање дронова и за противелектронско ратовање, артиљеријску муницију калибра 155 мм и 105 мм, возила и другу опрему.

### 24. август
Готово 24.000 избеглица стигло је јуче у Мађарску из Украјине, саопштила је мађарска полиција.
На украјинско-мађарској граници јуче су регистрована 8.032 Украјинца који су ушли у Мађарску, док се 15.787 особа на румунско-мађарској граници изјаснило да стиже из Украјине, што је укупно највећи број регистрованих избеглица у последњих седам дана. Међу избеглицама, свега 63 особе су затражиле привремену дозволу за боравак у Мађарској која важи 30 дана.
Након тога, избеглице морају да посете канцеларије Националне дирекције за странце уколико желе да обезбеде дозволу за дужи боравак у Мађарској. Избеглице из Украјине које стижу у Мађарску углавном настављају своје путовање ка другим западноевропским земљама.

### 25. август
Украјинско министарство спољних послова саопштило је да Белорусија гомила значајан број снага и опреме на граници са Украјином. Додаје да опрема укључује тенкове, артиљерију и системе ПВО.
Борбе на курском правцу водиле су се претходног дана без престанка, али је ситуација под контролом, изјавио је заменик начелника Главне војно-политичке управе Оружаних снага Русије и командант специјалних снага "Ахмат", генерал-мајор Апти Алаудинов.
"Ситуација је под контролом. Борбе трају без престанка", навео је генерал.

### 26. август
Чуле су се експлозије у јутарњим сатима на прилазу Кијеву, што је звучало као системи противваздухопловне одбране ангажовани на одбијању ваздушног напада. Од јутра је већ било неколико таласа напада на Кијев и већ су се чуле експлозије у украјинској престоници.
Кијев и остатак земље били су под упозорењем о ваздушним нападима, а украјинске ваздухопловне снаге су упозоравале на велики руски напад. Градоначелник Виталиј Kличко изјавио је да је нестала струја у неколико делова главног града Украјине.
Украјинско ратно ваздухопловство саопштило је да је активно 11 руских бомбардера, као и да је Русија лансирала бројне дронове-камиказе.
Више од половине украјинских региона погођено је у великим нападима руских ракета и беспилотних летелица, изјавио је украјински премијер Денис Шмигаљ.
"Непријатељ је користио различите врсте наоружања: дронове, крстареће ракете и кинжале (суперсоничне ракете). Има рањених и мртвих“, саопштио је Шмигаљ.

### 27. август
Главнокомандујући украјинске војске, генерал Олександр Сирски, рекао је да кијевске снаге и даље напредују у руској области Курск, али је упозорио да Москва јача своје трупе на источном покровском фронту у Доњецкој области, где су оствариле помак.
Сирски је, путем видео-везе коју је емитовала телевизија, навео да Русија покушава да поремети украјинске линије снабдевања на фронту код Покровскa. Описао је општу ситуацију као тешку.

### 28. август
На фронту, од почетка дана, дошло је до 111 борбених окршаја, посебно је забележена појачана непријатељска активност на купјанском и кураховском правцу.
"Број непријатељских напада порастао на 111. Окупатори настављају да улажу главне напоре у покровском правцу, где су извели трећину свих напада на територију Украјине. Осим тога, окупатори активно делују на купјанском и кураховском правцу", наводи се у објави.
Литванија је испоручила Украјини виљушкаре, системе против беспилотних летелица, кревете на склапање и другу војну помоћ, саопштило је Министарство одбране Литваније.

### 29. август
Авион Ф-16 америчке производње, који користи украјинска војска, срушио се у понедељак. И док амерички званичник каже да је узрок пада грешка пилота, Си-Ен-Ену је речено да је авион пао након војног окршаја. Касније је и из војске саопштено да је комуникација са пилотом изгубљена док је он одбијао руски напад.

### 30. август
Руске снаге су ове недеље напале Украјину са више од 400 пројектила и дронова, саопштила је канцеларија украјинског председника Володимира Зеленског.

### 31. август
Најмање пет особа је страдало у руском нападу на град Часов Јар, саопштио је начелник Доњецке области Вадим Филашкин.
"Руси су јутрос гранатирали град, а погођена је кућа и вишеспратница. Погинули су мушкарци старости од 24 до 38 година", наводи Филашкин.